# Форрестер, Адам (футболист)
А́дам Фо́ррестер (англ. Adam Forrester; род. 31 марта 2005) — шотландский футболист, защитник клуба «Сент-Джонстон».

## Клубная карьера
Форрестер — воспитанник клуба «Харт оф Мидлотиан». 28 сентября 2024 года в матче против «Росс Каунти» он дебютировал в шотландской Премьер-лиге. Летом 2025 года Форрестер на правах аренды перешёл в «Сент-Джонстон».